# Bandiangseu
Bandiangseu (ou Badianseu, Ndionse) est un village du Cameroun. Il appartient à la commune de Bangangté, dans le département du Ndé et la région de l'Ouest. Il est situé entre le Centre Touristique de Bangangté et le Village Bangoua (Axe lourd Yaoundé-Bafoussam).

## Population
Lors du recensement de 2005, la population de Bandiangseu s'élevait à 824 habitants.

## Problème de l'eau potable
En 2014, grâce à l'intervention des Ingénieurs sans frontières de l'Université de Cassel et différentes ONG locales, les installations pour l'eau potable ont été réparées et le captage de la source Tchoubé ce qui a permis de rétablir l'eau dans la localité de Bandiangseu.